# Apan
För andra betydelser, se Apan (olika betydelser).
Apan är en svensk film från 2009 skriven och regisserad av Jesper Ganslandt och med Olle Sarri i huvudrollen. Inspelningen var lite speciell då Sarri inte fick veta handlingen utan fick instruktioner av regissören via örsnäckan, som var gömd i en vanlig Bluetooth-hörsnäcka. Sarri fick manuset i present på avslutningsfesten, men läste det inte förrän flera veckor efteråt.
"Hela inspelningen var så känslomässigt drabbande att jag inte kunde tänka mig att läsa manuset. Det kändes otäckt; jag hade ju redan gått igenom det." säger Olle Sarri.
Den visades på Venedigs filmfestival. Inspelningarna ägde rum i Stuvsta utanför Stockholm.

## Rollista
- Olle Sarri
- Françoise Joyce
- Niclas Gillis
- Sean Pietrulewicz
- Eva Rexed
- Samuel Haus